# Life in Hell
Life in Hell è un fumetto settimanale scritto da Matt Groening, e pubblicato dal 2007 con il titolo Life is Swell.
I protagonisti del fumetto sono conigli antropomorfi e una coppia di amanti. Groening adopera questi personaggi per esplorare una vasta gamma di argomenti riguardo all'amore, al sesso, al lavoro e alla morte. Le sue illustrazioni sono piene, non solo di divertimento, ilarità, risate e frivolezze, ma anche di espressioni di ansia, alienazione, autocommiserazione e paura di un'inevitabile fine.

## Storia
Groening cominciò il fumetto nel 1977 fotocopiandolo e distribuendolo in un angolo del negozio di dischi in cui lavorava. Nel 1980 cominciò ad essere talmente popolare tra gli amanti della cultura underground che fu pubblicato all'interno del Los Angeles Reader. Da allora la sua popolarità è cresciuta e al 2006 si contano, in tutto il mondo, più di 250 giornali che hanno pubblicato strisce di Life in Hell.
Nel 2007 Groening ribattezzò la striscia Life is Swell e, contemporaneamente, cominciò a diradarne le uscite a causa dei suoi impegni sulle serie televisive de I Simpson e Futurama.
L'ultima e conclusiva striscia fu pubblicata il 6 giugno 2012. Negli Stati Uniti non esiste una vera e propria edizione integrale e cronologica, ma solo una serie di 15 volumi antologici. Una raccolta delle strisce di Groening arriva in Italia nel 2019 con la pubblicazione da parte di Coconino Press del volume Il grande libro dell'inferno.

## Personaggi
- Binky: protagonista della serie, è il capofamiglia, marito di Sheba e padre di Bongo.
- Sheba: è la moglie di Binky e la madre di Bongo.
- Bongo: figlio unico di Binky e Sheba, ha un orecchio solo. Ha come amico immaginario un mostruoso e gigantesco coniglio nero.

## Libri
- 1986 - Love is Hell - (ISBN 0-394-74454-3)
- 1986 - Work is Hell - (ISBN 0-394-74864-6)
- 1987 - School is Hell - (ISBN 0-394-75091-8)
- 1988 - Box Full of Hell - (ISBN 0-679-72111-8)
- 1988 - Childhood is Hell - (ISBN 0-679-72055-3)
- 1989 - Greetings from Hell - (ISBN 0-679-72678-0)
- 1989 - Akbar and Jeff's Guide to Life - (ISBN 0-679-72680-2)
- 1990 - The Big Book of Hell - (ISBN 0-679-72759-0), Il grande libro dell'Inferno, Coconino Press
- 1991 - With Love From Hell - (ISBN 0-06-096583-5)
- 1991 - How to Go to Hell - (ISBN 0-06-096879-6)
- 1992 - The Road to Hell - (ISBN 0-06-096950-4)
- 1994 - Binky's Guide to Love - (ISBN 0-06-095078-1)
- 1994 - Love is Hell: Special Ultra Jumbo 10th Anniversary Edition - (ISBN 0-679-75665-5)
- 1997 - The Huge Book of Hell - (ISBN 0-14-026310-1)
- 2007 - Will and Abe's Guide to the Universe - (ISBN 0061340375)

### Edizioni italiane
- 2019 - Il grande libro dell'inferno, Coconino Press